# وانغ يافان
وانغ يافان (بالصينية: 王雅繁) مواليد 30 أبريل 1994 في الصين، هي لاعبة كرة مضرب صينية وتحتل حالياً المرتبة 137 (8 فبراير 2016) في تصنيف رابطة محترفات كرة المضرب.

## النهائيات

### كأس النخبة

#### الزوجي: 1 (الألقاب 1)
| الحصيلة | السنة | الدورة | الأرضية  | الشريك    | المنافس                                     | النتيجة  |
| ------- | ----- | ------ | -------- | --------- | ------------------------------------------- | -------- |
| الفوز   | 2015  | تشوهاي | صلبة (i) | ليانغ تشن | أنابيل ميدينا غاريغيس أرانتشا بارا سانتونجا | 6–4, 6–3 |

## روابط خارجية
- وانغ يافان على موقع رابطة محترفات التنس (الإنجليزية)
- وانغ يافان على موقع الاتحاد الدولي لكرة المضرب (الإنجليزية)
- وانغ يافان على موقع كأس بيلي جين كينغ (الإنجليزية)
- وانغ يافان على موقع بطولة ويمبلدون (الإنجليزية)
- وانغ يافان على موقع خلاصة التنس.كوم (الإنجليزية)